# Idioma beya
El beya o bedya (también llamado: Bedawi, Bedauye, To Bedawie; en inglés: Beja; en alemán Bedscha, Beja o Bedauwiyah) es una lengua afroasiática hablada en la costa del mar Rojo y el desierto arábigo de Egipto, Sudán, Eritrea y Etiopía. En 2000, se estimó el número de hablantes en unos 1.150.000 de nómadas del pueblo beja.
El beya presenta notables paralelismos con el egipcio antiguo.

## Clasificación
Habitualmente se considera perteneciente al subgrupo cusita, pero algunos estudiosos como Robert Hetzron (1980), la consideran una rama independiente dentro de las lenguas afroasiáticas. Tiene los siguientes dialectos:
- Bischari
- Hadendowa
- Beni Amir
- Halenga